# Gli orsacchiotti di Chicago
Gli orsacchiotti di Chicago (The Chicago Teddy Bears) è una serie televisiva statunitense in 13 episodi trasmessi per la prima volta nel corso di una sola stagione nel 1971. È una sitcom ambientata negli anni 1920 a Chicago. In Italia è stata trasmessa su Retequattro.

## Trama
Chicago, anni 20, era del proibizionismo. Linc McCray e lo zio Latzi gestiscono insieme uno speakeasy. Un piccolo gangster di nome Nick Marr vuole prenderne il controllo. Marr è il cugino di Linc McCray e nipote di Latzi; l'ingenuo Latzi stenta a credere che suo nipote possa non essere quel bravo ragazzo che lui aveva sempre pensato. Tuttavia, il contabile Marvin e l'inetta guardia del corpo di Linc, Duke, sono molto spaventati da Marr.

## Personaggi e interpreti
- Linc McCray (13 episodi, 1971), interpretato da Dean Jones.
- Zio Latzi (13 episodi, 1971), interpretato da John Banner.
- Marvin (13 episodi, 1971), interpretato da Marvin Kaplan.
- Dutch (13 episodi, 1971), interpretato da Huntz Hall.
- Big Nick Barr (13 episodi, 1971), interpretato da Art Metrano.
- Lefty (11 episodi, 1971), interpretato da Mickey Shaughnessy.
- Duke (11 episodi, 1971), interpretato da Jamie Farr.
- Julie (4 episodi, 1971), interpretata da Mike Mazurki.
- Cabbie (2 episodi, 1971), interpretato da Sid Melton.

## Produzione
La serie fu prodotta da Dean Jones Productions e Warner Bros. Television e girata negli studios della Warner Brothers a Burbank in California. Le musiche furono composte da Jerry Fielding.

### Registi
Tra i registi sono accreditati:
- Murray Golden in 2 episodi (1971)
- Gary Nelson in 2 episodi (1971)
- Norman Tokar in 2 episodi (1971)
- Leslie H. Martinson

### Sceneggiatori
Tra gli sceneggiatori sono accreditati:
- R.S. Allen in 3 episodi (1971)
- Harvey Bullock in 3 episodi (1971)
- Arthur Julian in 2 episodi (1971)
- William Raynor in 2 episodi (1971)

## Distribuzione
La serie fu trasmessa negli Stati Uniti dal 17 settembre 1971 al 10 dicembre 1971 sulla rete televisiva CBS. La serie fu messa in onda nella stessa fascia oraria della serie La famiglia Brady ed ottenne, per questo, un rating basso. Fu cancellata dalla CBS dopo soli tre mesi dalla prima messa in onda. In Italia è stata trasmessa con il titolo Gli orsacchiotti di Chicago su Retequattro.
Alcune delle uscite internazionali sono state:
- negli Stati Uniti il 17 settembre 1971 (The Chicago Teddy Bears)
- nei Paesi Bassi il 4 luglio 1977 (De stuntelaars van Chicago)
- in Spagna (Los chiflados de Chicago)
- in Italia (Gli orsacchiotti di Chicago)

## Episodi
| Stagione       | Episodi | Prima TV USA |
| -------------- | ------- | ------------ |
| Prima stagione | 13      | 1971         |